# Le Plessis-Luzarches
Le Plessis-Luzarches är en kommun i departementet Val-d'Oise i regionen Île-de-France i norra Frankrike. Kommunen ligger i kantonen Luzarches som tillhör arrondissementet Sarcelles. År 2022 hade Le Plessis-Luzarches 140 invånare.

## Befolkningsutveckling
Antalet invånare i kommunen Le Plessis-Luzarches
| Referens: INSEE |